# Flying Phantom
Les Flying Phantom sont des bateaux sportif de type Catamaran équipé de foil fabriqué par Martin Fischer et Gonzalo Redondo.

## Description
Il existe deux modèles : le Flying Phantom Elite et le Flying Phantom Essentiel.